# Tenterfield
Tenterfield är en ort i Australien. Den ligger i kommunen Tenterfield Shire och delstaten New South Wales, i den sydöstra delen av landet, omkring 540 kilometer norr om delstatshuvudstaden Sydney. Tenterfield ligger 849 meter över havet och antalet invånare är 3 130.
Trakten runt Tenterfield är nära nog obefolkad, med mindre än två invånare per kvadratkilometer.. Tenterfield är det största samhället i trakten.
Trakten runt Tenterfield består i huvudsak av gräsmarker. Genomsnittlig årsnederbörd är 1 230 millimeter. Den regnigaste månaden är januari, med i genomsnitt 255 mm nederbörd, och den torraste är oktober, med 26 mm nederbörd.